# Hrvatski nogometni kup 2015-2016 (tabellini)
Questa voce raccoglie un approfondimento sulle gare dei turni eliminatori dell'edizione 2015-2016 della Coppa di Croazia di calcio.

## Turno preliminare
Il sorteggio del turno preliminare si è tenuto il 4 agosto 2015.
| Arbitro: | Vedran Jelenčić |

|                                             |           |                  |
| Marko Kepčija 7’, 9’, 54’ Dario Šendula 37’ | Marcatori | 64’ Romano Gorše |

| Arbitro: | Goran Gabrilo |

|                                |           |                                           |
| Ante Maleš 15’ Mile Ćaleta 66’ | Marcatori | 19’, 42’ Filip Škvorc 45’ Damir Milanović |

| Arbitro: | Josip Lučić |

|  |           |                                  |
|  | Marcatori | 81’ Matej Mijoč 90+1’ Ivan Galić |

| Arbitro: | Mario Zebec |

|                  |           |  |
| Matija Kesak 79’ | Marcatori |  |

| Arbitro: | Jurica Mihalj |

|                                         |                      |                                        |
| Dalibor Stanković 23’ Marko Belavić 73’ | Marcatori            | 53’ Marko Grbeš 77’ Valentino Podobnik |
|                                         | Tiri di rigore 5 – 3 |                                        |

| Arbitro: | Fran Jović |

|                 |           |                                                                          |
| Ivan Šimara 53’ | Marcatori | 20’ (aut.) Dario Suntešić 44’, 70’, 73’ Josip Balen 82’ Željko Kovačević |

| Arbitro: | Igor Pajač |

|  |           |                   |
|  | Marcatori | 12’ Hrvoje Trupac |

| Arbitro: | Vlatko Mlinarić |

|                                                                                  |           |  |
| Miroslav Šklebar 29’ Matej Buketa 61’ Kristijan Tadić 71’ Antun Mostovljan 90+1’ | Marcatori |  |

| Arbitro: | Ivan Zeko-Pivač |

|  |           |                                 |
|  | Marcatori | 32’ Alen Milek 81’ Kruno Lovrek |

| Arbitro: | Dario Bel |

|                  |           |                          |
| Srđan Majher 64’ | Marcatori | 59’, 83’ Marinko Fedotov |

| Arbitro: | Andrej Burilo |

|                                                                             |           |                    |
| Josip Ravlić 14’, 49’ Ivan Lovrić 35’, 43’ Mario Ravlić 55’ Pavo Gudelj 83’ | Marcatori | 12’ Ivan Špoljarec |

| Arbitro: | Ivan Župan |

|                                                          |                      |                              |
| Boris Čižmešija 45’ Boris Kosir 51’ Goran Međumurac 103’ | Marcatori            | 30’, 64’, 115’ Matej Vlaović |
|                                                          | Tiri di rigore 6 – 7 |                              |

| Arbitro: | Dario Kulušić |

|                                                  |           |                        |
| Branko Čubrilo 75’, 118’ Ante Prižmić 103’, 112’ | Marcatori | 69’ Dominik Damjanović |

| Arbitro: | Marin Vidulin |

|                                                                     |           |                    |
| Niko Vlatković 47’, 65’ Alen Matovina 53’, 79’ Antonio Rukavina 90’ | Marcatori | 36’ Karlo Leskovar |

| Arbitro: | Igor Križarić |

|  |                      |  |
|  | Tiri di rigore 5 – 3 |  |

| Arbitro: | Ivan Vučković |

|                                                     |           |                                 |
| Jurica Prpić 6’ Ivan Vukelić 70’ Ibraim Hajdini 81’ | Marcatori | 11’ Mario Meter 34’ Matej Tomić |

## Sedicesimi di finale
Entrano le 16 squadre col coefficiente più alto. Gli accoppiamenti sono stati comunicati il 28 agosto 2015 e sono decisi dal ranking: 32ª-1ª, 31ª-2ª, 30ª-3ª, etc. Mladost Ždralovi e HAŠK Zagabria passano il turno senza colpo ferire poiché Varaždin e Pomorac non hanno potuto partecipare alla coppa.
| Arbitro: | Jurica Mihalj |

|                 |           | |
| Marko Trčak 44’ | Marcatori | 27’ Paulo Machado 50’ Darick Kobie Morris 56’, 69’ Endri Çekiçi 57’ Armin Hodžić 64’ Daniel Olmo Carvajal 82’ Alexandru Mățel |

| Arbitro: | Marko Matoc |

|                  |           |                                               |
| Hrvoje Grčić 89’ | Marcatori | 21’, 47’ Antonio Perošević 81’ Tomislav Šarić |

| Arbitro: | Ivan Bebek |

|  |           |                                               |
|  | Marcatori | 77’, 90+1’ Ivan Tokić 81’ (aut.) Oliver Sumić |

| Arbitro: | Goran Gabrilo |

|                                       |           |                                                    |
| Branko Čubrilo 45’ Ante Prižmić 90+2’ | Marcatori | 73’ Ivan Parlov 75’ Dominik Radić 81’ Petar Bočkaj |

| Arbitro: | Damir Batinić |

|  |           |                                                                                               |
|  | Marcatori | 8’, 30’, 73’ Tino-Sven Sušić 18’ Mijo Caktaš 22’ Elvir Maloku 84’ Josip Bašić 87’ Tonći Mujan |

| Arbitro: | Fran Jović |

|  |           | |
|  | Marcatori | 7’ Moisés Lima Magalhães 21’, 50’, 71’, 78’ Marin Tomasov 31’, 34’ Miral Samardžič 41’ Bekim Balaj 81’ Roman Bezjak 89’ Filip Bradarić |

| Arbitro: | Ivan Zeko-Pivač |

|  |           |                                                       |
|  | Marcatori | 20’ Muzafer Ejupi 24’ Petar Brlek 30’ Mario Gregurina |

| Arbitro: | Ante Vučemilović-Šimunović |

|  |           |                                                                                      |
|  | Marcatori | 36’, 53’ Marko Martinković 45’ Stipe Jančić 51’, 85’ Marko Kraljević 72’ Mario Tadić |

| Arbitro: | Dario Kulušić |

|  |           | |
|  | Marcatori | 3’ Said Husejinović 19’ Jerko Leko 27’, 58’ Mirko Marić 45’ (aut.) Danijel Žunić 81’, 89’ Marko Kolar 85’ Franko Andrijašević |

| Arbitro: | Igor Pajač |

|  |           |                                        |
|  | Marcatori | 69’ Stefan Nikolić 90+2’ Antonio Repić |

| Arbitro: | Mario Zebec |

|  |           |                                                    |
|  | Marcatori | 12’ Gabrijel Boban 84’ Alen Jurilj 86’ Lovro Medić |

| Arbitro: | Ivan Vučković |

|                    |           |  |
| Ivan Gajdek 120+2’ | Marcatori |  |

| Arbitro: | Andrej Burilo |

|  |                      |  |
|  | Tiri di rigore 4 – 5 |  |

| Arbitro: | Dario Bel |

|                                                                     |           |  |
| Saša Kolić 24’ Toni Rudan 31’ Antun Dunković 57’ Niko Vlatković 86’ | Marcatori |  |

## Ottavi di finale
Gli accoppiamenti sono decisi dal ranking: 16ª-1ª, 15ª-2ª, 14ª-3ª, etc.
| Arbitro: | Ivan Bebek |

|                    |           |                                                                  |
| Ivan Starčević 38’ | Marcatori | 62’ Armin Hodžić 70’ Ángelo Henríquez 87’ El Arbi Hillel Soudani |

| Arbitro: | Marin Vidulin |

|  |           |                                  |
|  | Marcatori | 55’ Petar Brlek 74’ Mateas Delić |

| Arbitro: | Ante Vučemilović-Šimunović |

|  |                      |  |
|  | Tiri di rigore 4 – 3 |  |

| Arbitro: | Marijo Strahonja |

|  |           |                                        |
|  | Marcatori | 69’ Tomislav Štrkalj 78’ Nikola Mandić |

| Arbitro: | Tihomir Pejin |

|                  |           |                                                               |
| Dejan Živčić 21’ | Marcatori | 31’, 86’ Mijo Caktaš 34’, 55’ Anton Maglica 87’ Ante Roguljić |

| Arbitro: | Dalibor Mlakar |

|  |           |                                                    |
|  | Marcatori | 54’ Marin Tomasov 70’ Roman Bezjak 79’ Odise Roshi |

| Arbitro: | Bruno Marić |

|                                  |           |                    |
| Matias Šulc 54’ Lovro Medić 114’ | Marcatori | 73’ Marcel Heister |

| Arbitro: | Goran Gabrilo |

|                                         |                      |                                          |
| Kristijan Jurić 84’ Želimir Terkeš 105’ | Marcatori            | 24’ Mirko Marić 101’ Franko Andrijašević |
|                                         | Tiri di rigore 6 – 7 |                                          |

## Quarti di finale
Gli accoppiamenti sono decisi dal ranking: 8ª-1ª, 7ª-2ª, 6ª-3ª e 5ª-4ª come comunicato.
| Arbitro: | Jurica Mihalj |

|                  |                      |                  |
| Stefan Savić 47’ | Marcatori            | 54’ Zoran Lesjak |
|                  | Tiri di rigore 5 – 2 |                  |

| Arbitro: | Damir Batinić |

|                            |           |                                                |
| Josip Juranović 18’ (aut.) | Marcatori | 24’ Jefferson de Jesus Santos 32’ Marko Bencun |

| Arbitro: | Bruno Marić |

|  |           |                  |
|  | Marcatori | 24’ Roman Bezjak |

| Arbitro: | Ante Vučemilović Šimunović |

|  |           |                  |
|  | Marcatori | 10’ Armin Hodžić |

## Semifinali
Il sorteggio è stato effettuato il 15 febbraio 2016.
| Arbitro: | Mario Zebec |

|                                      |           |                                  |
| Roman Bezjak 10’ Florentin Matei 15’ | Marcatori | 71’ Søren Ejlersgård Christensen |

| Arbitro: | Damir Batinić |

|  |           |                                           |
|  | Marcatori | 23’ El Arbi Hillel Soudani 29’ Ante Ćorić |

| Arbitro: | Damir Batinić |

|                                                        |           |  |
| Muzafer Ejupi 43’ Filip Ozobić 54’ Nikola Pokrivač 72’ | Marcatori |  |

| Arbitro: | Ivan Bebek |

|                                                                                                |           |  |
| Josip Brekalo 2’ Antenor Junior Fernandes Da Silva Vitoria 24’, 50’ El Arbi Hillel Soudani 67’ | Marcatori |  |